# Christopher Scotese
Christopher R. Scotese (Chicago, 4 de mayo de 1953) es un geólogo y paleogeógrafo estadounidense. Recibió su doctorado de la Universidad de Chicago en 1985. Es el creador del Proyecto Paleomap, que tiene como objetivo mapear la Tierra durante los últimos mil millones de años, y se le atribuye la predicción de Pangea Ultima, una posible configuración futura de un supercontinente. Más tarde, los escoceses cambiaron Pangea Ultima a Pangea Proxima para aliviar la confusión sobre el nombre Pangea Ultima, lo que implicaría que sería el último supercontinente.

## Biografía
Christopher R. Scotese nació en 1953 en los Estados Unidos. Es profesor emérito de Geología en la Universidad Northwestern, donde ha enseñado durante varias décadas. Su campo de especialización es la paleo geografía, es decir, el estudio de la geografía de la Tierra en el pasado geológico.
Scotese obtuvo su doctorado en Geología en la Universidad de Chicago. Su carrera ha estado enfocada en la reconstrucción de la evolución de los continentes y los océanos a lo largo de cientos de millones de años. Es conocido por el desarrollo de herramientas y métodos para la visualización de la historia tectónica de la Tierra, como el proyecto PALEOMAP.

## Contribuciones científicas
1. Proyecto PALEOMAP: Scotese es el creador del proyecto PALEOMAP, una serie de mapas interactivos y animaciones que muestran cómo han cambiado las posiciones de los continentes y los océanos a lo largo de los últimos 1,000 millones de años. Estas herramientas han sido ampliamente utilizadas en la comunidad científica para estudiar la tectónica de placas, la evolución climática, y la biogeografía.
2. Reconstrucciones paleo geográficas: Ha desarrollado numerosas reconstrucciones paleo geográficas detalladas que muestran la distribución de los continentes y los océanos durante diferentes épocas geológicas, desde el Precámbrico hasta el presente.
3. Modelos paleo climáticos: Scotese ha trabajado en la creación de modelos paleo climáticos que explican cómo ha cambiado el clima de la Tierra en relación con la deriva continental y otros factores tectónicos.

## Publicaciones
- Cao, Wenchao; Williams, Simon; Flament, Nicolas; Zahirovic, Sabin; Scotese, Christopher; Müller, R. Dietmar (12 de marzo de 2018). «Palaeolatitudinal distribution of lithologic indicators of climate in a palaeogeographic framework». Geological Magazine (Cambridge University Press (CUP)) 156 (2): 331-354. ISSN 0016-7568. S2CID 134349632. doi:10.1017/s0016756818000110.
- Chatterjee, S., Scotese, C.R., Bajpai, S., 2017.  The Restless Indian Plate and Its Epic Voyage from Gondwana to Asia: Its Tectonic, Paleoclimate, and Paleobiogeographic Evolution, Geological Society of America, Special Paper 529, 147 pp.
- Lehtonen, Samuli; Silvestro, Daniele; Karger, Dirk Nikolaus; Scotese, Christopher; Tuomisto, Hanna; Kessler, Michael; Peña, Carlos; Wahlberg, Niklas et al. (6 de julio de 2017). «Environmentally driven extinction and opportunistic origination explain fern diversification patterns». Scientific Reports (Springer Science and Business Media LLC) 7 (1): 4831. Bibcode:2017NatSR...7.4831L. ISSN 2045-2322. PMC 5500532. PMID 28684788. doi:10.1038/s41598-017-05263-7.
- Mills, Benjamin J. W.; Scotese, Christopher R.; Walding, Nicholas G.; Shields, Graham A.; Lenton, Timothy M. (24 de octubre de 2017). «Elevated CO2 degassing rates prevented the return of Snowball Earth during the Phanerozoic». Nature Communications (Springer Science and Business Media LLC) 8 (1): 1110. Bibcode:2017NatCo...8.1110M. ISSN 2041-1723. PMC 5736558. PMID 29062095. doi:10.1038/s41467-017-01456-w.
- Scotese, C.R., and Schettino, A., 2017.  Late Permian – Early Jurassic Paleogeography of Western Tethys and the World, Chapter 3, in Permo-Triassic Salt Provinces of Europe, North Africa and the Atlantic Margins, Elsevier, p. 57 – 95,
- Upchurch, Garland R.; Kiehl, Jeffrey; Shields, Christine; Scherer, Jacquelyn; Scotese, Christopher (23 de junio de 2015). «Latitudinal temperature gradients and high-latitude temperatures during the latest Cretaceous: Congruence of geologic data and climate models». Geology (Geological Society of America) 43 (8): 683-686. Bibcode:2015Geo....43..683U. ISSN 0091-7613. doi:10.1130/g36802.1.
- Osen, Angela K.; Winguth, Arne M.E.; Winguth, Cornelia; Scotese, Christopher R. (2013). «Sensitivity of Late Permian climate to bathymetric features and implications for the mass extinction». Global and Planetary Change (Elsevier BV) 105: 171-179. Bibcode:2013GPC...105..171O. ISSN 0921-8181. doi:10.1016/j.gloplacha.2012.01.011.
- Chatterjee, Sankar; Goswami, Arghya; Scotese, Christopher R. (2013). «The longest voyage: Tectonic, magmatic, and paleoclimatic evolution of the Indian plate during its northward flight from Gondwana to Asia». Gondwana Research (Elsevier BV) 23 (1): 238-267. Bibcode:2013GondR..23..238C. ISSN 1342-937X. doi:10.1016/j.gr.2012.07.001.
- Boucot, A. J. (2013). Phanerozoic paleoclimate : an atlas of lithologic indicators of climate. Tulsa, Okla: Society for Sedimentary Geology. ISBN 978-1-56576-282-4. OCLC 876431965.[4]

## Legado y proyectos actuales
Actualmente, Scotese sigue trabajando en el proyecto PALEOMAP y en la investigación de la historia geológica de la Tierra. Su trabajo continúa siendo fundamental para la comprensión de cómo la tectónica de placas ha influido en la evolución de los continentes, océanos y climas a lo largo del tiempo. 